# Pietro Nava (martellista)
Pietro Nava (fl. XX secolo) è stato un martellista italiano.

## Biografia
Ha vinto tre campionati italiani consecutivi nel lancio del martello tra il 1921 ed il 1923. Tra il 1921 ed il 1922 stabilì in cinque diverse occasioni il record italiano in questa specialità; il suo primo primato nazionale fu il 1º giugno 1921 con la misura di 27,70 m, con cui tolse il record nazionale a Luigi Zambelli; in seguito, dopo aver perso il record ad opera di Giuseppe Tugnoli il successivo 5 giugno, lo riprese il 28 giugno con la misura di 28,45 m.
Migliorò poi il suo primato altre tre volte, arrivando al suo miglior risultato in carriera di 37,545 m il 18 giugno 1922, misura che è poi rimasta record nazionale fino al 15 luglio 1923, quando è stata superata dai 40,74 m di Carlo Zema. Sia nel 1921 che nel 1922, grazie ai primati nazionali, Nava fu il miglior italiano nelle graduatorie nazionali stagionali, mentre nel 1923, anno in cui vinse il suo ultimo titolo italiano, il suo miglior risultato fu di 36,26 m (quarta miglior prestazione stagionale italiana assoluta).

## Campionati nazionali
1921
- Oro ai campionati italiani assoluti, lancio del martello - 33,315 m

1922
- Oro ai campionati italiani assoluti, lancio del martello - 32,65 m

1923
- Oro ai campionati italiani assoluti, lancio del martello - 36,36 m